# Rebelde (telenovela brasileira, 1.ª temporada)
A 1.ª temporada da telenovela brasileira Rebelde começou a ser exibida em 21 de março de 2011. Desde o início da exibição da trama já se cogitada a possibilidade de dividir a telenovela em "temporadas", mas somente no final de setembro que se confirmou a produção de uma segunda temporada.

## Histórico

### Data de estreia e programação
A estreia da produção foi motivo de considerável indefinição. Inicialmente fora anunciado apenas o mês em que Rebelde seria exibida - março - mas sem uma data concreta. Posteriormente, fora confirmado que a estreia se daria em 21 de março - mesmo dia, mês e horário em que seria exibido o primeiro capítulo de Morde & Assopra, próxima "novela das sete" a ser exibida pela Rede Globo. Como apontou o jornalista Flávio Ricco em sua coluna, ao comentar sobre a reação da Rede Globo, principal concorrente da emissora, ao anúncio:
| “ | (…) ou a Record tem em mãos um excelente produto ou não entende nada de estratégia de programação | ” |

O horário de exibição, apontou Ricco, já estava consolidado há anos na emissora concorrente, e a escolha da Record mostrava-se "ilógica"..  Posteriormente, a emissora anunciria que seriam realizados sorteios nos intervalos de Rebelde - uma ferramenta destinada à garantir melhores índices de audiência. Denominada "Rebeldemania", a promoção terá a participação dos apresentadores Rodrigo Faro, Ana Hickmann e Gugu Liberato e consistirá na realização de cinco perguntas sobre o capítulo exibido A promoção teria sido o motivo pelo qual a data, definida antes da emissora concorrente anunciar seu uso, ter sido confirmada, uma vez que a promoção estaria registrada na Caixa Econômica Federal, o que inviabilizaria a alteração na data de estreia.
Estabelecido o horário em que a telenovela seria exibida, a diretoria Rede Record passou a questionar-se acerca de qual seria o programa mais indicado para ser exibido antes da mesma, como forma de ajustar a programação: se a série de televisão americana Everybody Hates Chris ou um telejornalístico, sendo inclusive cogitado o retorno do extinto programa Cidade Alerta.

### Reprise da versão mexicana

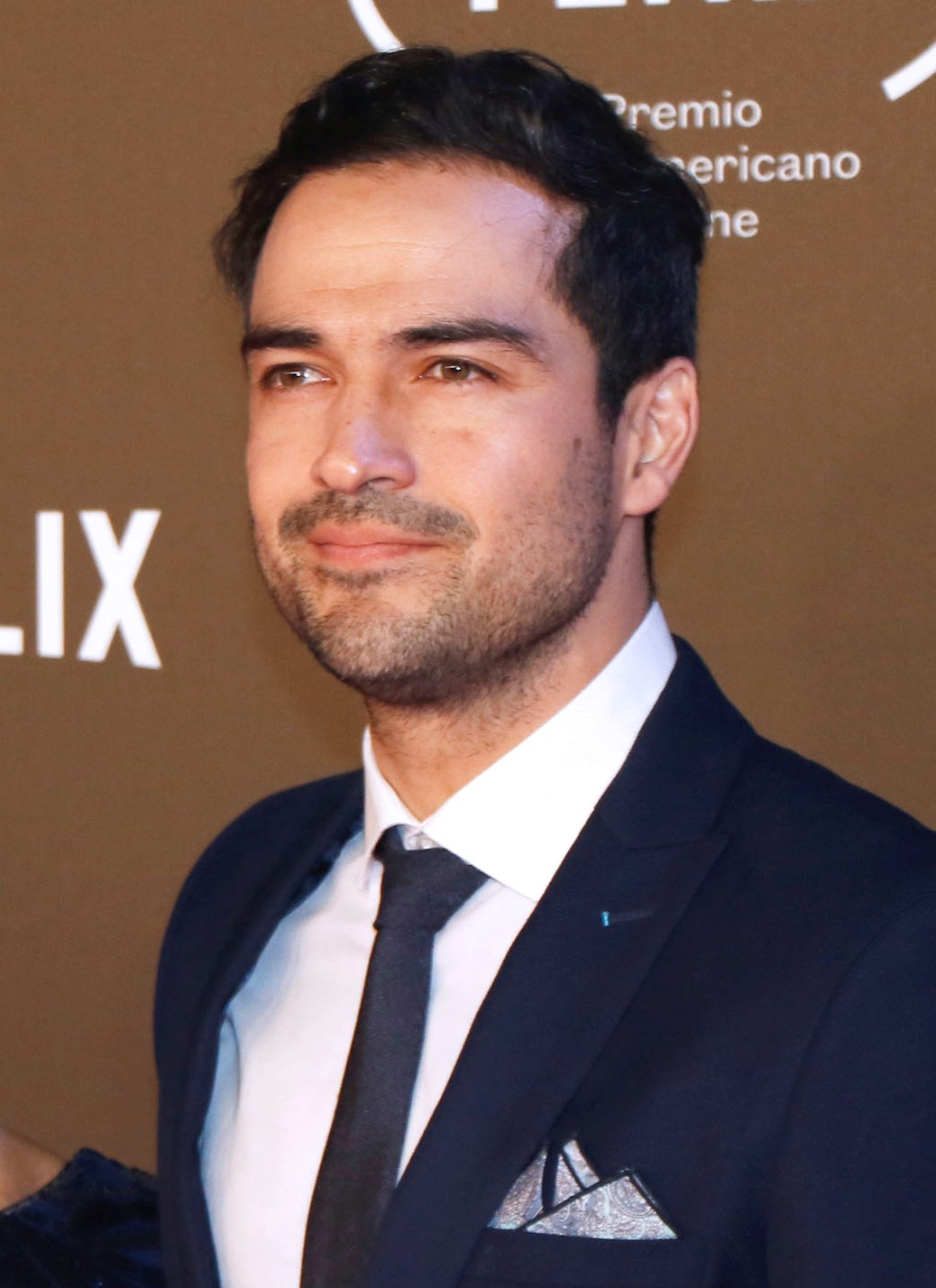
Alfonso Herrera atuou nas telenovelas mexicanas Camaleones e Rebelde.

Faltando apenas duas semanas para a estreia, outra emissora, o SBT, exibiu em sua programação um anúncio de que a versão mexicana voltaria a ser exibida no mês de março, criando polêmica e sendo vista pela RecordTV como uma provocação. O diretor de programação do SBT, Murilo Fraga, disse que o teaser foi gerado por engano - porém, mesmo após essa negativa, parte da imprensa passaria a noticiar que a emissora estava realmente cogitando exibir a reprise para concorrer diretamente com o remake brasileiro, através de uma suposta "brecha legal" no contrato que a emissora teria tido com a Televisa entre 2000 e 2008. Essa revelaria-se uma inverdade, segundo Flávio Ricco.
Embora tenha sido cogitada ainda a possibilidade da reprise de Rebelde ocorrer a partir de abril de 2011, substituindo a exibição da telenovela mexicana Camaleones (também protagonizada por Alfonso Herrera, ator da versão mexicana de Rebelde) no horário da tarde, a emissora acabaria por anunciar, em março, apenas a exibição dos cinco primeiros filmes da série de adaptações cinematográficas da franquia Harry Potter. Posteriormente seria anunciado que Camaleones seria sucedida pela exibição de uma reprise da telenovela Uma Rosa Com Amor, exibida em 2010 pela emissora e que, para competir com Rebelde, o SBT colocaria a sessão Cinema em Casa.

### Exibição e continuidade
A telenovela estreou sendo exibida às 19h.. A partir de julho de 2011, a emissora passou a exibir Rebelde às 20h30

## Elementos

### Enredo
Quando Pedro (Micael Borges) tinha treze anos, seu pai se suicidou, e desde então ele vive com a mãe Beth e o irmão Raul. Quando sua mãe lhe consegue uma bolsa de estudos no renomado colégio do Rio de Janeiro Elite Way, ele reluta em ir, mas quando descobre que uma das alunas da instituição, Alice (Sophia Abrahão), é filha de Franco Albuquerque (Luciano Szafir), a quem ele culpa pela morte de seu pai, Pedro aceita ir para o colégio, como forma de buscar vingança. Pedro e Alice acabam se apaixonando, e o romance passará por vários obstáculos, incluindo a inveja de Pilar (Rayana Carvalho). Filha do diretor da escola, Jonas (Floriano Peixoto), ela é a grande vilã da trama.
Os alunos vivem em um regime de semi-internato, ou seja, dormem na instituição de segunda à sexta-feira e podem retornar às suas casas nos finais-de-semana, para reencontrarem seus familiares. No Rio, Pedro e seus familiares vão viver no bairro "Vila Lene", com outros personagens, como Tereza (Cristina Mullins), dona da cantina do Elite Way; Genaro (Edwin Luisi), um viúvo que tem um animado restaurante; a família de Dadá (Zezé Motta) e a república do professor de literatura Vicente (Eduardo Pires), onde vivem alguns alunos.

## Elenco
A personagem Vitória (Pérola Faria), inicialmente, seria uma vilã e um terço do triângulo amoroso completado por Alice e Pedro.

## Audiência
A telenovela, vista como uma "aposta" de sua emissora, foi alvo de ampla divulgação nos dias antecedendo sua estreia. Seu primeiro capítulo, entretanto, apresentaria índices de audiência apenas satisfatórios, considerando a medição da cidade de São Paulo. Pesquisa realizada no portal iG apontaria que apenas um terço dos votantes pretendia assistir a estreia - os demais pretendiam assistir Morde & Assopra, produção que seria exibida na mesma faixa de horário. O jornalista Fernando Oliveira comentaria que a enquete mostraria-se "certa" após os índices de ambas as produções serem contabilizados: Morde & Assopra obteria mais que o dobro da audiência conquistada por Rebelde e menos que Bela, a Feia, coprodução Record-Televisa anterior, havia conseguido em sua estreia.

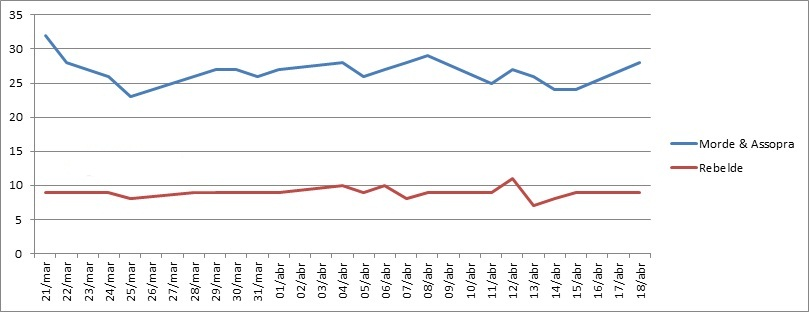
Audiências obtidas por Morde & Assopra e por Rebelde, durante o primeiro mês de exibição de ambas.

Enquanto Morde & Assopra sofreu considerável, mas prevísivel queda na audiência obtida naquela primeira semana, Rebelde manteve uma audiência estável. A média de 9 pontos obtida inicialmente aumentaria no decorrer da exibição, e a telenovela seguiria mantendo, por todo o seu primeiro mês de exibição, uma média de 10 pontos na medição do Ibope - algo considerado excepcional pelo jornalista José Armando Vannucci em texto publicado no início de abril: "A estabilidade nessa fase inicial é algo raro em dramaturgia uma vez que, tradicionalmente, novelas perdem audiência nos capítulos das primeiras semanas. Quando uma trama estreia, os  programadores das emissoras de TV já sabem que nos primeiros 20 dias muitas oscilações acontecerão e que a média cairá porque o público precisa se acostumar com a novidade. Até o momento, “Rebelde” tem se mostrado eficiente na faixa das 19h para os planos da Record e não é prudente exigir da equipe um pouco mais nesta fase da novela".
A partir de 11 de julho de 2011, a emissora anunciou que começaria a exibir Rebelde às 20h30. - uma mudança vista com receio pela equipe envolvida na produção da telenovela e criticada por jornalistas como Maurício Stycer: "Há uma lógica comercial por trás da mudança, o que é compreensível no modelo de telecomunicação brasileiro. Ainda que sejam concessões públicas, as emissoras visam o lucro e dependem de audiência e publicidade para pagar as contas. Não deixa de ser espantoso, porém, ver como a emissora ignora solenemente o seu espectador cativo. 'Rebelde' alcançava, até agora, uma média de 10 pontos no Ibope. Por quase quatro meses, um universo considerável de espectadores postou-se diante da TV, num determinado horário, para ver a novela. (…) Desde que adquirida pela Igreja Universal, a Record apostou numa estratégia de mimetização da programação da Globo. Com essa mudança arbitrária na grade, a emissora lembra mais Silvio Santos, que comanda o SBT com uma bússola desgovernada, alterando o rumo dos horários e programas da casa ao sabor da sua intuição. É um passo atrás", disse. O receio se mostraria infundado: Já no primeiro dia do novo horário, a produção apresentou um aumento na audiência média: 11 pontos ao invés dos 10 até ali obtidos. No dia seguinte, um recorde: em certos momentos de sua exibição, Rebelde chegou a atingir 14 pontos na mediação do Ibope em São Paulo.

## Análise da crítica
Os temas apresentados no primeiro capítulo foram vistos, numa comparação com a versão mexicana, como mais "adultos", tornando a versão brasileira mais "complexa", mas afastando-a do público infantil: "Os temas mais adultos talvez não agradem às crianças, principais espectadoras do sucesso mexicano". Maurício Stycer, em crítica para o portal Universo Online, avaliou como "altamente positiva" a estreia da telenovela:
| “ | O texto, de Margareth Boury, soou autêntico, sem a pretensão de imitar cacoetes de adolescentes. Apesar de recorrer com excesso a alguns efeitos, como partir a tela, a direção de Ivan Zettel pareceu igualmente eficiente e segura. | ” |

Foi igualmente elogiada a produção da telenovela, assim como a edição das cenas, considerada "ágil". Miguel Arcanjo Prado, para o portal R7, também avaliou positivamente a edição: "A agilidade também foi explicitada nas divisões de tela e nos cortes secos e rápidos entre uma cena e outra. A autora Margareth Boury utilizou a força dessa invasão para uma breve volta no tempo, na qual apresentou os principais personagens da trama". Foi também apontada como um ponto positivo a presença de um núcleo de personagens interpretados por atores negros e a trilha sonora utilizada.

### Dos temas abordados
Conforme avançou a exibição, novas críticas sobre os temas abordados foram surgindo. O site "Na Telinha" elogiou o quanto que a produção se distinguia das demais produções exibidas pelas emissora e até mesmo da telenovela em que havia se inspirado: "O primeiro capítulo de "Rebelde" pode ter causado certa estranheza ao telespectador da Record. Não houve incêndios, tiroteios ou perseguições, o que era praticamente rotina nas estreias da emissora. De primeira vista, desanimador. Faltava alguma coisa. Porém no decorrer dos capítulos foi mostrado que não faltava nada. O elenco foi bem escolhido e a história começava a ganhar forma e jeito de novela. (…) Margareth usa muito bem a sua vocação para um texto cômico, engraçado, leve e que foge do didatismo das outras tramas. Algumas "sacadas" são as mesmas de "Alta Estação" e totalmente diferente das de "Rebelde" no México. Aliás, quem procurou "Rebelde" pela experiência que teve com a versão mexicana deve ter se desanimado, pois a cada capítulo percebe-se a diferença que as duas tem".

## 2ª temporada
Em abril de 2011, a Rede Record anunciou que no início do ano seguinte estrearia a nova telenovela da emissora, no mesmo horário de exibição. Segundo o jornalista Daniel Castro, a emissora apontou Gustavo Reiz como autor da produção substituta, que seria baseada numa trama mexicana já escolhida por Gustavo e por Hiran Silveira, diretor de teledramaturgia da Record. Enquanto a jornalista Patricia Kogut apontou que a telenovela Alcanzar una estrella seria esta trama, Castro afirmou que, assim como não há confirmação oficial por parte de Honorilton Gonçalves, vice-presidente artístico da emissora, para que a nova produção seja iniciada, também há a ordem para que se aguarde pelos resultados de Rebelde nos próximos meses e, caso os índices se mantenham em alta, é possível que o folhetim ganhe mais uma temporada. Em agosto de 2011, foi dito que uma ala da emissora estaria disposta a esticar o folhetim, já que, após sua mudança de horário, a telenovela alcançou bons índices de audiência.